# Dihydrouridin
Dihydrouridin (5,6-dihydrouracil, zkratka: D) je pyrimidinový nukleosid vznikající z uracilu přidáním dvou atomů vodíku. Dihydrouridin se běžně vyskytuje v tRNA a rRNA. Molekula dihydrouridinu není na rozdíl od běžných bází planární (v rovině), a ruší patrové interakce (stacking), takže destabilizuje strukturu RNA. Dihydrouridin také ve svém 5' okolí stabilizuje C2'-endo konformaci ribózy, která je více flexibilní, než konformace C3’-endo. Má tedy opačný efekt, než pseudouridin a 2’-O-metylace.
Dihydrouridin se v tRNA vyskytuje v D-smyčce, která zaujímá správné prostorové uspořádání pouze tehdy, když je příslušný uridin redukován na dihydrouracil enzymem dihydrouridin syntázou, která má vyšší afinitu právě pro nesprávně uspořádanou tRNA.
U řady psychrofilů (organismy žijící v nižších teplotách) bylo nalezeno vyšší zastoupení dihydrouracilu v molekulách RNA, což zajišťuje jejich vyšší pohyblibovost v nízkých teplotách.